# 渕上舞
渕上舞（日语：／ Fuchigami Mai，1987年5月28日—）是日本的女性聲優，所屬事務所是m&i。福岡縣福岡市出身，身高158公分，血型A型。

## 經歷
2007年，在「第二次Sigma Seven公開甄選會」中合格，從代代木動畫學院東京校畢業。
2011年4月，離開Sigma Seven e成為自由身。同年8月，成為INCS toenter所屬。
2014年1月，受戰遊網公司邀請在台北國際電玩展與中上育實出場戰遊網攤位。同年4月，代表動畫《少女與戰車》受領第八屆聲優獎Synergy賞。同年9月，再次受戰遊網公司邀請在东京电玩展出場並訪問《戰艦世界》與《蒼藍鋼鐵戰艦》的合作感想。
2016年1月，再次受戰遊網公司邀請在台北國際電玩展與福原綾香出場戰遊網攤位。同年5月，憑藉在《少女與戰車 劇場版》中的演技，獲得《日本電影影評人大獎》新人聲優賞。

## 人物
高中時代在朋友推薦下看了水樹奈奈的DVD，留下了很深印象，因此對聲優有所嚮往。原本渴望成為一名女演員或律師，不過後來她決定成為一名聲優。
第一份兼職是於一間蛋糕店工作。
曾經考慮過放棄當聲優回福岡，但在2012年為《少女與戰車》的西住美穗配音而開始走紅後便決定繼續當聲優。之後又為同屬軍武類型的動畫《蒼藍鋼鐵戰艦》的女主角伊歐娜配音。
愛好養鳥，曾飼養一隻名叫的虎皮鸚鵡，但已在2015年5月病逝。其後飼養一隻名叫的塞內加爾鸚鵡。
2015年5月，其Twitter因被誤認成另一位渕上舞而湧入不少祝賀訊息。同年6月，為避免混淆而將自己的Twitter名稱更改為。後來又將名稱改為。之後又改回。
已於2024年5月28日正式結婚。https://x.com/fuchigami_mai/status/1795289189422133297 （页面存档备份，存于）

## 演出作品
※粗體字為主要角色

### 電視動畫
2009年
- 海物語〜有你相伴〜（蝦美女士兵姐姐、女子）
- 加奈日記（同級生F）
- 浪漫追星社（真由、高梨由香里、女子、文藝部員、宮前、白鳥翔子）
- 魔法禁書目錄（女學生、女店員）
- WHITE ALBUM（報導記者D）
- 奇蹟列車~歡迎來到中央線~（麻衣）

2010年
- 神隱之狼（朝霧要）
- 魔法禁書目錄II（浦上、阿嘉妲）
- Heartcatch 光之美少女!（學生會幹部）
- BLEACH（女性靈）

2011年
- 電波女&青春男（前川）
- 笨蛋，測驗，召喚獸 2（6年級男子C）

2012年
- 少女與戰車（西住美穗）
- 其中1個是妹妹！（學生）

2013年
- 心跳！光之美少女（四葉愛莉絲／幸運草天使）
- 萌萌侵略者 OUTBREAK COMPANY（佩特菈卡·安·艾爾丹特三世）
- 蒼藍鋼鐵戰艦（伊歐娜／伊401）

2014年
- T寶的悲慘日常 覺醒篇（伊歐娜）
- 櫻Trick（池野楓）
- 人生諮詢電視動畫「人生」（志乃）
- Re：␣超能偵探社（Skill）
- 地下すぎアイドルあかえちゃん（日语：musicる TV#地下すぎアイドル あかえちゃん）（黄っこ）
- CROSSANGE 天使與龍的輪舞（梅依）

2015年
- 偶像大師 灰姑娘女孩（北條加蓮）
- 暗殺教室（潮田渚）
- 干支魂（小咩）
- T寶的悲慘日常 夢幻篇（伊歐娜）

2016年
- 暗殺教室 第2期（潮田渚）
- Divine Gate（溫蒂妮）
- Ragna Strike Angels（東條日向）
- 遊戲王ARC-V（葛蕾絲·泰勒、蕾）
- 數碼暴龍宇宙-應用怪獸（樫木亞衣）

2017年
- 偶像事變（鬼丸靜[21]）
- 廢天使加百列（班長／真知子[22]）
- 動作女英雄啦啦水果（神栖真心（神大王））
- 偶像大師 灰姑娘女孩劇場 第2期（北條加蓮）
- 奇諾之旅 -the Beautiful World- the Animated Series（兒子）

2018年
- 刀使之巫女（皋月夜見[23]）
- 女神異聞錄5 the Animation（川上貞代）
- 卡利古拉（水口茉莉繪）
- 音樂少女（龍王更紗[24]）
- Planet With（熊代晴海[25]）
- 魔法禁書目錄III（浦上[26]）
- 能繼續奔跑下去真是太好了。（生駒景[27]）

2019年
- 荒野的壽飛行隊（卡蜜菈）
- 卡片戰鬥先導者2018年版，新右衛門篇（日比野艾斯卡）[28]

2020年
- 戀愛小行星（木之幡米莎）
- 魔術士歐菲 流浪之旅（多進[29]）

2021年
- 魔術士歐菲 流浪之旅 基姆拉克篇（多進）
- 碧藍航線 微速前進！（斯佩伯爵海軍上將）
- 搖曳露營△ SEASON2（飯田先生的女兒）
- 半妖的夜叉姬（风太）
- 偵探已經，死了。（加瀨風靡[30]）
- IDOLiSH7 -偶像星願- Third BEAT!（花卷堇）

2022年
- TRIBE NINE（有栖川沙織、貓丸）
- 這個僧侶有夠煩（安娜）

2023年
- 魔術士歐菲 流浪之旅 阿邦拉馬篇（多進[31]）
- Buddy Daddies 殺手奶爸（大河）
- 魔術士歐菲 流浪之旅 聖域篇（多進）
- 藍色管弦樂（瀧本佳代[32]）
- 雖然等級只有1級但固有技能是最強的（艾露莎·蒙司[33]）
- 東京復仇者 天竺篇（河田內保也〈小學生〉、河田颯也〈小學生〉）

2024年
- 蔚藍檔案 The Animation（梔子夢）

2025年
- BanG Dream! Ave Mujica（海鈴的母親）

2026年
- 惡役千金受到鄰國王太子溺愛（蒂亞拉蘿茲[34]）

### OVA
2013年
- OVA 其中1個是妹妹！（人妻店員）

2014年
- 少女與戰車「這才是真正的安齊奧之戰！」（西住美穗）

2015年
- 英雄公司（日向·光）※漫畫第8卷DVD附贈特裝版

### 劇場版動畫
2013年
- 光之美少女 All Stars New Stage2 心之朋友（四葉有栖／薔薇天使）
- 電影 心跳！光之美少女 小愛結婚了！！？連結未來的希望禮服！（四葉有栖／薔薇天使）

2014年
- 光之美少女 All Stars New Stage3 永遠的朋友（四葉有栖／薔薇天使）

2015年
- 劇場版 蒼藍鋼鐵戰艦DC（伊歐娜）
- 劇場版 蒼藍鋼鐵戰艦Cadenza（伊歐娜）
- 少女與戰車 劇場版（西住美穗）

2017年
- 少女與戰車 最終章（第1話）（西住美穗）

2019年
- 少女與戰車 最終章（第2話）（西住美穗）

2021年
- 少女與戰車 最終章（第3話）（西住美穗）

2023年
- 少女與戰車 最終章（第4話）（西住美穗）

2025年
- 少女與戰車 更加相親相愛作戰！（西住美穗[35]）

### 網路動畫
2019年
- 拳願阿修羅

2021年
- 干支魂～貓客萬來～（小咩）

### 語音漫畫
2021年
- 敬啟者：我與殺手小姐結婚了（音成小姐[36]）

### 遊戲
2009年
- 神隱之狼（朝霧要）
- 惡魔新娘（イヴ）

2010年
- 密室的祭品

2014年
- 少女與戰車 戰車道的極致！（西住美穗[37]）
- 戰車世界（西住美穗[38]）[註 1]
- 偶像大師 灰姑娘女孩（北條加蓮）

2015年
- 偶像大師 灰姑娘女孩 星光舞台（北條加蓮）

2016年
- 戰艦世界（伊歐娜、部分指揮官[39]）[註 2]
- 女神異聞錄5（川上貞代）
- 偶像事變（鬼丸靜）
- 妃十三學園 Alternative Girls ( 希爾維亞·里希特 )
- 少女前線（89式、RPK-16）

2017年
- 魔女與百騎兵2（加布莉葉蕾）

2018年
- 刀使之巫女 刻印一閃之燈火（皋月夜見[40]）
- 閃耀幻想曲（池野楓、ジンジャー）
- 碧藍航線（斯佩伯爵海军上将）[41]

2019年
- 蒼藍鋼鐵戰艦 -ARS NOVA- Re:Birth（伊歐娜）
- 明日方舟（格雷伊）
- 寶可夢大師（芙蓉）

2020年
- 守望傳說（卡麗娜、梅兒）
- 英雄之王（露米葉）

2022年
- 碧藍航線（小斯佩）[42]
- 少女前線：雲圖計劃（野良）
- 怪物彈珠 (極樂淨土[43])

### CD廣播劇
- 佐藤君的大本命（小池のぞみ）
- 暴風雨之後（知子）
- 胡鶴捕物帳 第弐巻（少女）
- 這樣算是殭屍嗎？（女性客人）
- SASRA2（少女）
- センチメンタル・セクスアリス（小峰多佳子）
- タッチ・ミー・アゲイン（女性B）
- 東海道HISAME-陽炎- シリーズ（小百合）
- 東海道HISAME-陽炎- 千子村正編
- 東海道HISAME-陽炎- 高野山激闘編
- 薔薇公主之吻 系列
  - 薔薇公主之吻〜rose1〜（雅妮絲友人）
  - 薔薇公主之吻〜rose2〜（奈奈）
- ぼくたちと駐在さんの700日戦争 Part.2（早苗）
- 勾玉花傳 巫女姬様和櫻之契約（娘たち）
- 眼鏡cafe GLASS2
- モンスターコレクションTCG ドラマCD七星魔導史マフィン伝「魔剣の姫君と花園の歌姫」（フロマージュ）
- 烈風的騎士姬（街上的女性）

### 有聲劇
- 请为了我脱光身上所有衣服！（岩倉琴音[44]）

### 廣播
- 癒されBar若本シーズンZwei（インターネットラジオ：2009年1月9日 - 2010年8月15日）

RADIO DRAMA
- VOMIC MOMO

### 解說
- あした!こうなるテレビ（天之声）

## 音樂作品

### 單曲
|     | 發售日         | 標題               | 規格產品編號 | Oricon 最高排名 |
| --- | -------------- | ------------------ | ------------ | --------------- |
| 1st | 2018年8月8日   | Rainbow Planet     | LACM-14787   | 56位            |
| 2rd | 2018年10月24日 | リベラシオン       | LACM-14808   | 55位            |
| 3rd | 2019年8月28日  | Love Summer！      | LACM-14922   | 68位            |
| 4th | 2020年2月5日   | 予測不能Days       | LACM-14964   | 33位            |
| 5th | 2020年4月29日  | Crossing Road      | LACM-14996   | 74位            |
| 6th | 2021年1月27日  | 操り人形クーデター | LACM-24077   | 53位            |
| 7th | 2022年7月27日  | 人芝居             | LACM-24295   |                 |

### 專輯
|     | 發售日        | 標題            | 規格產品編號                                  | Oricon 最高排名 |
| --- | ------------- | --------------- | --------------------------------------------- | --------------- |
| 1st | 2018年1月24日 | Fly High Myway! | LACA-15690                                    | 28位            |
| 2nd | 2021年1月27日 | 星空            | LACA-35857（初回限定盤） LACA-15857（通常盤） | 60位            |

#### 迷你專輯
|            | 發售日        | 標題               | 規格產品編號 | 規格產品編號 | Oricon 最高排名 |
| 初回限定盤 | 發售日        | 標題               | 通常盤       |              | Oricon 最高排名 |
| ---------- | ------------- | ------------------ | ------------ | ------------ | --------------- |
| 1st        | 2019年1月23日 | Journey & My music | LACA-35753   | LACA-15753   | 28位            |

### 商業搭配
| 樂曲               | 音樂合作一覽                                       | 時期   |
| ------------------ | -------------------------------------------------- | ------ |
| Rainbow Planet     | 電視動畫『Planet With』片尾曲                      | 2018年 |
| リベラシオン       | 電視動畫『尤利西斯 貞德與鍊金騎士』片頭曲          | 2018年 |
| 予測不能Days       | 電視動畫『魔術士歐菲 流浪之旅士』片尾曲            | 2019年 |
| Crossing Road      | 電視動畫『食戟之靈 豪之皿』片尾曲                  | 2020年 |
| 操り人形クーデター | 電視動畫『魔術士歐菲 基姆拉克篇』片尾曲            | 2021年 |
| 人芝居             | 電視動畫『歡迎來到實力至上主義的教室 第2季』片尾曲 | 2022年 |

### 角色歌
| 發售日   | 商品名稱                                                                              | 演唱名義 | 歌曲                                                                                          | 備註                                                  |
| 2011年   | 2011年                                                                                | 2011年 | 2011年                                                                                        | 2011年                                                |
| -------- | ------------------------------------------------------------------------------------- | --- | --------------------------------------------------------------------------------------------- | ----------------------------------------------------- |
| 8月24日  | 電波女&青春男 BD、DVD第3卷特典CD 角色歌專輯vol.1                                      | 前川同學（渕上舞）                                                                                                   | 「」                                                                                          | 電視動畫《電波女&青春男》相關歌曲                     |
| 12月21日 | 電波女&青春男 BD、DVD第6卷特典CD 角色歌專輯vol.2                                      | 艾莉歐（大龜明日香）、粒子（加藤英美里）、前川同學（渕上舞）                                                         | 「」                                                                                          | 電視動畫《電波女&青春男》相關歌曲                     |
| 2012年   |                                                                                       | |                                                                                               |                                                       |
| 11月7日  | Enter Enter MISSION!                                                                  | 鮟鱇隊 | 「Enter Enter MISSION!」                                                                      | 電視動畫《少女與戰車》片尾曲                          |
| 11月7日  | Enter Enter MISSION!                                                                  | 鮟鱇隊 | 「」                                                                                          | 電視動畫《少女與戰車》印象曲                          |
| 11月21日 | 少女與戰車 角色歌 vol.1 西住美穗                                                      | 西住美穗（渕上舞）                                                                                                   | 「」 「infinity orbit」                                                                       | 電視動畫《少女與戰車》相關歌曲                        |
| 2013年   |                                                                                       | |                                                                                               |                                                       |
| 7月18日  | DokiDoki！光之美少女 歌唱專輯1 Jump up, GIRLS!                                        | 幸運草天使（渕上舞）                                                                                                 | 「」                                                                                          | 電視動畫《DokiDoki！光之美少女》印象曲                |
| 8月7日   | 電視動畫《少女與戰車》Fan Disc CD「」                                                 | 鮟鱇隊 | 「」 「」                                                                                     | 電視動畫《少女與戰車》印象曲                          |
| 9月14日  |                                                                                       | 吉田仁美、黑澤朋世 with DokiDoki！光之美少女                                                                         | 「」                                                                                          | 電視動畫《DokiDoki！光之美少女》片尾曲翻唱版          |
| 10月23日 |                                                                                       | 相田愛（生天目仁美）、菱川六花（壽美菜子）、四葉愛麗絲（渕上舞）                                                     | 「」                                                                                          | 劇場版動畫《》主題曲                                  |
| 10月30日 |                                                                                       | Trident | 「」 「Innocent Blue」                                                                        | 電視動畫《蒼藍鋼鐵戰艦 -ARS NOVA-》片尾曲             |
| 11月6日  | DokiDoki！光之美少女 Vocal Album2 ～100%光之美少女DAYS☆～                             | 幸運草天使（渕上舞）                                                                                                 | 「」                                                                                          | 電視動畫《DokiDoki！光之美少女》印象曲                |
| 11月6日  |                                                                                       | 佩特菈卡·安·艾爾丹特三世（渕上舞）                                                                                   | 「」                                                                                          | 電視動畫《萌萌侵略者 OUTBREAK COMPANY》片尾曲         |
| 11月6日  | 「Sweet Magic」                                                                       | 佩特菈卡·安·艾爾丹特三世（渕上舞）                                                                                   | 電視動畫《萌萌侵略者 OUTBREAK COMPANY》相關歌曲                                               |                                                       |
| 12月11日 | 萌萌侵略者 角色歌·迷你專輯                                                            | 佩特菈卡·安·艾爾丹特三世（渕上舞）                                                                                   | 電視動畫《萌萌侵略者 OUTBREAK COMPANY》相關歌曲                                               | 「」                                                  |
| 2014年   |                                                                                       | |                                                                                               |                                                       |
| 1月29日  | Won(*3*)Chu KissMe!/Kiss(and)Love                                                     | SAKURA*TRICK | 「Won(*3*)Chu KissMe!」                                                                       | 電視動畫《櫻Trick》片頭曲                             |
| 1月29日  | Won(*3*)Chu KissMe!/Kiss(and)Love                                                     | SAKURA*TRICK | 「Kiss(and)Love【SAKURA♪Ver.】」                                                              | 電視動畫《櫻Trick》相關歌曲                           |
| 2月26日  | SAKURA♪SONG 03                                                                        | 池野楓（渕上舞） | 「Girl meets girl」                                                                           | 電視動畫《櫻Trick》相關歌曲                           |
| 3月19日  |                                                                                       | [ 成員 5 ] | 「」                                                                                          | 電視動畫《》片尾曲                                    |
| 3月19日  | 「」                                                                                  | [ 成員 5 ] |                                                                                               | 電視動畫《》片尾曲                                    |
| 4月9日   | SAKURA♪SONG ALBUM SAKURA*SAKU -櫻*作-                                                 | SAKURA*TRICK | 「VENUS -be us!-」 「」                                                                       | 電視動畫《櫻Trick》相關歌曲                           |
| 4月16日  |                                                                                       | [ 成員 5 ] | 「」                                                                                          | 電視動畫《》相關歌曲                                  |
| 4月30日  | THE IDOLM@STER CINDERELLA MASTER 028 北條加蓮                                         | 北條加蓮（渕上舞）                                                                                                   | 「」                                                                                          | 遊戲《偶像大師 灰姑娘女孩》相關歌曲                   |
| 5月21日  |                                                                                       | [ 成員 5 ] | 「」                                                                                          | 電視動畫《》片尾曲                                    |
| 5月21日  | 「」                                                                                  | [ 成員 5 ] |                                                                                               | 電視動畫《》片尾曲                                    |
| 5月21日  | 「」                                                                                  | [ 成員 5 ] |                                                                                               | 電視動畫《》片尾曲                                    |
| 5月21日  | 「」                                                                                  | [ 成員 5 ] | 電視動畫《》相關歌曲                                                                          |                                                       |
| 6月25日  | Purest Blue                                                                           | Trident | 「Purest Blue」 「Blue Sky」                                                                  | 電視動畫《蒼藍鋼鐵戰艦 -ARS NOVA-》相關歌曲           |
| 6月25日  | Purest Blue                                                                           | 伊歐娜（渕上舞） | 「Starlight」 「Starry Night」                                                                | 電視動畫《蒼藍鋼鐵戰艦 -ARS NOVA-》相關歌曲           |
| 8月17日  | 魔法少女OverAge 歌唱：主題歌集                                                        | （渕上舞） | 「」                                                                                          | 《魔法少女OverAge》相關歌曲                           |
| 12月17日 | THE IDOLM@STER CINDERELLA MASTER Cool Jewelries! 002                                  | 川島瑞樹（東山奈央）、白坂小梅（櫻咲千依）、安娜斯塔西婭（上坂堇）、神谷奈緒（松井惠理子）、北條加蓮（渕上舞）       | 「」 「」                                                                                     | 遊戲《偶像大師 灰姑娘女孩》相關歌曲                   |
| 12月17日 | THE IDOLM@STER CINDERELLA MASTER Cool Jewelries! 002                                  | 北條加蓮（渕上舞）                                                                                                   | 「」                                                                                          | 遊戲《偶像大師 灰姑娘女孩》相關歌曲                   |
| 12月28日 | t7s Longing for summer                                                                | 7TH SISTERS | 「Star☆Glitter」                                                                              | 遊戲《東京七姐妹》相關歌曲                            |
| 12月28日 |                                                                                       | 龍王更紗（渕上舞）                                                                                                   | 「」 「」                                                                                     | 《音樂少女》相關歌曲                                  |
| 2015年   |                                                                                       | |                                                                                               |                                                       |
| 1月28日  | Blue Snow                                                                             | Trident | 「Blue Snow」 「Sentimental Blue」 「Lovely Blue」                                            | 劇場版動畫《蒼藍鋼鐵戰艦 -ARS NOVA- DC》相關歌曲      |
| 1月28日  | Blue Snow                                                                             | 伊歐娜（渕上舞） | 「」                                                                                          | 劇場版動畫《蒼藍鋼鐵戰艦 -ARS NOVA- DC》相關歌曲      |
| 2月4日   | 魔法少女OverAge -kawaii songs collection-                                             | （渕上舞） | 「」                                                                                          | 《魔法少女OverAge》相關歌曲                           |
| 2月18日  |                                                                                       | 3年E班 | 「」                                                                                          | 電視動畫《暗殺教室》片頭曲                            |
| 3月18日  | ～TRΛNSMISSION～                                                                      | KΛNΛTΛ（渕上舞） | 「Star☆Tripper」 「COSMIC GIRL」 「」 「Synchronize」 「HEART CONTACT」 「TRΛNSMISSION」 「」 |                                                       |
| 3月27日  | 暗殺教室 BD、DVD第1卷特典CD                                                           | 潮田渚（渕上舞）、茅野楓（洲崎綾）                                                                                   | 「」                                                                                          | 電視動畫《暗殺教室》相關歌曲                          |
| 4月22日  | blue moment                                                                           | 萌力BOB | 「blue moment」                                                                               | 電視動畫《干支魂》片尾曲                              |
| 4月24日  | 暗殺教室 BD、DVD第2卷特典CD                                                           | 潮田渚（渕上舞）、赤羽業（岡本信彥）                                                                                 | 「」                                                                                          | 電視動畫《暗殺教室》相關歌曲                          |
| 5月20日  | H-A-J-I-M-A-L-B-U-M-!!                                                                | 7TH SISTERS | 「Sparkle☆Time!!」                                                                            | 遊戲《東京七姐妹》相關歌曲                            |
| 5月27日  |                                                                                       | 3年E班 | 「」                                                                                          | 電視動畫《暗殺教室》片頭曲                            |
| 5月29日  | 暗殺教室 BD、DVD第3卷特典CD                                                           | 3年E班修學旅行4班 | 「」                                                                                          | 電視動畫《暗殺教室》片頭曲                            |
| 6月26日  | 暗殺教室 BD、DVD第4卷特典CD                                                           | 3年E班 | 「」                                                                                          | 電視動畫《暗殺教室》相關歌曲                          |
| 6月26日  | 3STARS                                                                                | 龍王更紗（渕上舞）                                                                                                   | 「」                                                                                          | 《音樂少女》相關歌曲                                  |
| 7月1日   | 干支魂 角色歌迷你專輯(4)                                                              | 小啾（大原沙耶香）、小紗（生天目仁美）、小咩（渕上舞）                                                               | 「」                                                                                          | 電視動畫《干支魂》相關歌曲                            |
| 7月1日   | 干支魂 角色歌迷你專輯(4)                                                              | 小咩（渕上舞） | 「Twinkle Peace」 「」                                                                        | 電視動畫《干支魂》相關歌曲                            |
| 7月30日  | 暗殺教室 BD、DVD第5卷特典CD                                                           | 潮田渚（渕上舞）、赤羽業（岡本信彥）                                                                                 | 「」                                                                                          | 電視動畫《暗殺教室》相關歌曲                          |
| 8月14日  |                                                                                       | 龍王更紗（渕上舞）                                                                                                   | 「Summer Little Rainbow」 「フライング・ソーサー」                                            | 《音樂少女》相關歌曲                                  |
| 9月16日  | Blue Destiny                                                                          | Trident | 「Blue Destiny」 「Blue Rain」                                                                | 劇場版動畫《蒼藍鋼鐵戰艦 -ARS NOVA- Cadenza》相關歌曲 |
| 9月16日  | Blue Destiny                                                                          | 伊歐娜（渕上舞）、榛名（山村響）                                                                                     | 「Crystal Way」                                                                               | 劇場版動畫《蒼藍鋼鐵戰艦 -ARS NOVA- Cadenza》相關歌曲 |
| 9月16日  | Blue Destiny                                                                          | 高雄（沼倉愛美）、伊歐娜（渕上舞）                                                                                   | 「Blazing Nova」                                                                              | 劇場版動畫《蒼藍鋼鐵戰艦 -ARS NOVA- Cadenza》相關歌曲 |
| 9月16日  | 蒼藍鋼鐵戰艦 -ARS NOVA- Blue Field 角色歌 Vol.2                                       | 伊歐娜（渕上舞）、大和（中原麻衣）                                                                                   | 「」                                                                                          | 電視動畫《蒼藍鋼鐵戰艦 -ARS NOVA-》相關歌曲           |
| 9月25日  | 暗殺教室 BD、DVD第7卷特典CD                                                           | 潮田渚（渕上舞）、茅野楓（洲崎綾）                                                                                   | 「」                                                                                          | 電視動畫《暗殺教室》相關歌曲                          |
| 10月14日 | THE IDOLM@STER CINDERELLA GIRLS ANIMATION PROJECT 2nd season 05                       | Triad Primus | 「Trancing Pulse」 「」                                                                       | 電視動畫《偶像大師 灰姑娘女孩》插入曲                 |
| 12月29日 | Justability                                                                           | 千歲春（沼倉愛美）、熊谷繪里（瀨戶麻沙美）、龍王更紗（渕上舞）                                                       | 「Justability」                                                                               | 《音樂少女》相關歌曲                                  |
| 12月29日 | Justability                                                                           | 龍王更紗（渕上舞）                                                                                                   | 「」                                                                                          | 《音樂少女》相關歌曲                                  |
| 10月30日 | 暗殺教室 BD、DVD第8卷特典CD                                                           | 3年E班 | 「Hello,shooting-star」                                                                       | 電視動畫《暗殺教室》相關歌曲                          |
| 2016年   |                                                                                       | |                                                                                               |                                                       |
| 2月17日  | BLUE                                                                                  | Trident | 「BLUE」 「Blue Moon」 「」                                                                   | 電視動畫《蒼藍鋼鐵戰艦 -ARS NOVA-》相關歌曲           |
| 2月17日  | BLUE                                                                                  | 伊歐娜（渕上舞）、高雄（沼倉愛美）                                                                                   | 「」                                                                                          | 電視動畫《蒼藍鋼鐵戰艦 -ARS NOVA-》相關歌曲           |
| 2月17日  | BLUE                                                                                  | 榛名（山村響）、伊歐娜（渕上舞）                                                                                     | 「Hello, hello」                                                                              | 電視動畫《蒼藍鋼鐵戰艦 -ARS NOVA-》相關歌曲           |
| 2月17日  | BLUE                                                                                  | 伊歐娜（渕上舞） | 「」                                                                                          | 電視動畫《蒼藍鋼鐵戰艦 -ARS NOVA-》相關歌曲           |
| 2月24日  | SEVENTH HAVEN                                                                         | 7TH SISTERS | 「SEVENTH HAVEN」 「FALLING DOWN」                                                            | 遊戲《東京七姐妹》相關歌曲                            |
| 3月16日  | 柏青哥《少女與戰車》歌唱迷你專輯「」                                                  | 鮟鱇隊 | 「GOING PANZER WAY!」 「」                                                                    | 電視動畫《少女與戰車》印象曲                          |
| 3月30日  | THE IDOLM@STER CINDERELLA GIRLS ANIMATION PROJECT ORIGINAL SOUNDTRACK                 | 島村卯月（大橋彩香）、本田未央（原紗友里）、澀谷凜（福原綾香）、神谷奈緒（松井惠理子）、北條加蓮（渕上舞）           | 「STORY」                                                                                     | 電視動畫《偶像大師 灰姑娘女孩》插入曲                 |
| 5月3日   | 限定版 輕小說 魔法少女OverAge「」附屬CD《魔法少女OverAge -the second brew of Magic-》 | （渕上舞） | 「repeat regret」                                                                             | 《魔法少女OverAge》相關歌曲                           |
| 8月3日   | ☆STARRY☆                                                                              | 蜜莉歐（渕上舞） | 「RE//BORN」                                                                                  | 《1000chan》相關歌曲                                  |
| 9月28日  | 暗殺教室 精選輯 ～Music Memories～                                                    | 3年E班 | 「」                                                                                          | 電視動畫《暗殺教室》插入曲                            |
| 9月28日  | 暗殺教室 精選輯 ～Music Memories～                                                    | 3年E班 | 「」                                                                                          | 電視動畫《暗殺教室》相關歌曲                          |
| 9月28日  | 暗殺教室 精選輯 ～Music Memories～                                                    | 3年E班 | 「Hello,shooting-star」                                                                       | 電視動畫《暗殺教室》相關歌曲                          |
| 9月28日  | 暗殺教室 精選輯 ～Music Memories～                                                    | 3年E班修學旅行4班 | 「」                                                                                          | 電視動畫《暗殺教室》片頭曲                            |
| 10月19日 | START UP, DREAM!!                                                                     | with | 「START UP, DREAM!!」 「」                                                                    | 《偶像事變》相關歌曲                                  |
| 10月26日 | THE IDOLM@STER CINDERELLA GIRLS STARLIGHT MASTER 06 Love∞Destiny                      | 佐久間麻由（牧野由依）、北條加蓮（渕上舞）、小日向美穗（津田美波）、多田李衣菜（青木瑠璃子）、緒方智繪里（大空直美） | 「Love∞Destiny (M@STER VERSION)」 「Love∞Destiny (GAME VERSION)」                             | 遊戲《偶像大師 灰姑娘女孩 星光舞台》相關歌曲          |
| 2017年   |                                                                                       | |                                                                                               |                                                       |
| 1月11日  |                                                                                       | 蜜莉歐（渕上舞）、普莉瑪（洲崎綾）                                                                                   | 「BURNING⇔LOVE」                                                                              | 《1000chan》相關歌曲                                  |
| 1月11日  | 1000chan（新田惠海）、蜜莉歐（渕上舞）、普莉瑪（洲崎綾）                              | 「☆PARTY☆LOVE☆」 |                                                                                               | 《1000chan》相關歌曲                                  |
| 1月25日  |                                                                                       | SMILE♥X | 「」                                                                                          | 電視動畫《偶像事變》片頭曲                            |
| 1月25日  | 「」                                                                                  | SMILE♥X | 遊戲《偶像事變》主題曲                                                                        |                                                       |
| 2月1日   | THE IDOLM@STER CINDERELLA GIRLS STARLIGHT MASTER 08 BEYOND THE STARLIGHT              | 城崎莉嘉（山本希望）、緒方智繪里（大空直美）、北條加蓮（渕上舞）、川島瑞樹（東山奈央）、大槻唯（山下七海）           | 「BEYOND THE STARLIGHT（M@STER VERSION）」 「BEYOND THE STARLIGHT（GAME VERSION）」           | 遊戲《偶像大師 灰姑娘女孩 星光舞台》相關歌曲          |
| 2月1日   | THE IDOLM@STER CINDERELLA GIRLS STARLIGHT MASTER 08 BEYOND THE STARLIGHT              | 北條加蓮（渕上舞）                                                                                                   | 「Frozen Tears」                                                                              | 遊戲《偶像大師 灰姑娘女孩 星光舞台》相關歌曲          |
| 2月22日  | Respect                                                                               | with | 「Respect」                                                                                   | 電視動畫《偶像事變》片尾曲                            |
| 2月22日  | Respect                                                                               | with | 「」                                                                                          | 電視動畫《偶像事變》相關歌曲                          |

### 補充說明
1. ↑  遊戲官方供應的語音包遊戲模組，由渕上舞配音全新錄製。
2. ↑  遊戲官方與《蒼藍鋼鐵戰艦》合作活動供應特殊語音，包含伊歐娜及其他配音未完成指揮官由渕上舞配音。

### 團體成員
1. 1 2 3  西住美穗（渕上舞）、武部沙織（茅野愛衣）、五十鈴華（尾崎真實）、秋山優花里（中上育實）、冷泉麻子（井口裕香）
2. ↑  生天目仁美、壽美菜子、渕上舞、宮本佳那子、釘宮理惠
3. 1 2 3 4 5  渕上舞、沼倉愛美、山村響
4. ↑  高山春佳（戶松遥）、園田優（井口裕香）、野田琴音（相坂優歌）、南雫（五十嵐裕美）、池野楓（渕上舞）、飯塚柚（戶田惠）
5. 1 2 3  （渡部優衣）、（明坂聰美）、（渕上舞）、（山村響）、（久保百合花）
6. ↑  楓（渕上舞）&柚（戶田惠）
7. 1 2 3  七咲妮可爾（水瀨祈）、羽生田水戶（渕上舞）、御園尾瑪娜（前田玲奈）、壽庫特（黑瀨優子）、若王子瑠衣（川崎芽衣子）、游佐夢兒（辻步美）
8. 1 2  潮田渚（渕上舞）、茅野楓（洲崎綾）、赤羽業（岡本信彥）、磯貝悠馬（逢坂良太）、前原陽斗（淺沼晉太郎）
9. ↑  村川梨衣、大原沙耶香、松井惠理子、巽悠衣子、相坂優歌、內田真禮、生天目仁美、小澤亞李、渕上舞、戶田惠、佐佐木未來、本多真梨子、花守由美里
10. 1 2  潮田渚（渕上舞）、茅野楓（洲崎綾）、赤羽業（岡本信彦）、杉野友人（山谷祥生）、神崎有希子（佐藤聰美）、奧田愛美（矢作紗友里）
11. 1 2  潮田渚（渕上舞）、赤羽業（岡本信彥）、寺坂龍馬（木村昴）、中村莉櫻（沼倉愛美）
12. ↑  澀谷凜（福原綾香）、神谷奈緒（松井惠理子）、北條加蓮（渕上舞）
13. 1 2  潮田渚（渕上舞）
14. ↑  赤羽業（岡本信彥）、磯貝悠馬（逢坂良太）、岡島大河（內藤玲）、岡野日向（田中美海）、奧田愛美（矢作紗友里）、片岡惠（松浦知惠）、茅野楓（洲崎綾）、神崎有希子（佐藤聰美）、木村正義（川邊俊介（日语：川辺俊介））、倉橋陽菜乃（金元壽子）、潮田渚（渕上舞）、菅谷創介（宮下榮治（日语：宮下栄治））、 杉野友人（山谷祥生）、竹林孝太郎（水島大宙）、千葉龍之介（間島淳司）、寺坂龍馬（木村昴）、中村莉櫻（沼倉愛美）、狹間綺羅羅（齋藤楓子）、速水凜香（河原木志穗）、 原壽美鈴（日野未步）、不破優月（植田佳奈）、前原陽斗（淺沼晉太郎）、三村航輝（高橋伸也）、村松拓哉（原澤晃綺（日语：はらさわ晃綺））、矢田桃花（諏訪彩花）、吉田大成（下妻由幸）、律（藤田咲）、堀部糸成（緒方惠美）
15. 1 2  星菜夏月（八島莎拉拉）、鬼丸靜（渕上舞）
16. ↑  星菜夏月（八島莎拉拉）、鬼丸靜（渕上舞）、近堂幸惠（上田麗奈）、不動瑞希（Lynn）、飯塚櫻子（久保百合花）、桃井梅（仲谷明香）、天羽來葉（吉田有里）、小水流美香（赤﨑千夏）、闇†林檎大人（山本希望）

## 外部連結
- 渕上舞官方粉絲網站 （页面存档备份，存于）（日語）
- m&i官方簡介 （页面存档备份，存于）（日語）
- 渕上舞官方部落格「chelsea+」 （页面存档备份，存于）（2010年4月3日－）（日語）
  - 渕上舞個人部落格☆I!MY!ME!MINE! （页面存档备份，存于）（舊，2009年1月18日－2010年4月3日）（日語）
- 代代木動畫學院畢業生介紹頁面（Internet Archive）（日語）
- 渕上舞♡養鳥的X（前Twitter）（日語）